# 18. travnja
18. travnja (18. 4.) 108. je dan godine po gregorijanskom kalendaru (109. u prijestupnoj godini).
Do kraja godine ima još 257 dana.

## Događaji
- 1506. – Postavljen kamen temeljac crkve svetih Petra i Pavla u Rimu, najveće crkve na svijetu, te središta kršćanske crkve i vatikanske države. Izgradnji crkve pridonijeli su i brojni svjetski umjetnici i graditelji: Rafael, Michelangelo, Bramante, kao i naš Ruđer Bošković
- 1775. – Počeo je Američki rat za nezavisnost.
- 1906. – Veliki potres i naknadni požari uništili su kalifornijski grad San Francisco.
- 1926. – U Pridvorju u Konavlima osnovana je podružnica Hrvatskog orlovskog saveza.[1]
- 1951. – osnovana Europska zajednica za ugljen i čelik, preteča EU
- 1983. – Samoubilački napad na američko veleposlanstvo u Bejrutu u Libanonu.

| - 1480. – Lucrezia Borgia, talijanska vojvotkinja († 1519.) - 1819. – Franz von Suppè, austrijski skladatelj († 1895.) - 1874. – Ivana Brlić-Mažuranić, hrvatska književnica († 1938.) - 1900. – Danica Širola, hrvatska učiteljica († 1926.) - 1904. – Drago Gervais, hrvatski književnik († 1957.) - 1907. – Miklós Rózsa, mađarski skladatelj († 1995.) - 1925. – Sven Lasta, hrvatski glumac († 1996.) - 1940. – Branko Bubenik, hrvatski filmski snimatelj - 1968. – Damir Tomljanović Gavran, junak Domovinskog rata († 1994.) - 1981. – Filip Juričić, hrvatski glumac - 1987. – Rosie Huntington-Whiteley, britanska glumica i model | - 1873. – Justus von Liebig, njemački kemičar (* 1803.) - 1926. – Danica Širola, hrvatska učiteljica (* 1900.) - 1933. – Srećko Albini, hrvatski skladatelj i dirigent - 1945. – Albert Haler, hrvatski estetičar, esejist, kritičar, književni povjesničar - 1955. – Albert Einstein, njemački fizičar-teoretičar - 1964. – Albe Vidaković, hrv. skladatelj i muzikolog - 1979. – Marko Alaupović, vrhbosanski nadbiskup (* 1885.) - 2011. – Ivica Vidović, hrvatski glumac (* 1939.) - 2020. – Maksimilijan Cenčić, hrvatski dirigent (* 1951.) - 2025. – Nikola Pokrivač, hrvatski nogometaš (* 1985.) |